# 新布達鎮區 (愛荷華州第開特縣)
新布達鎮區（英語：New Buda Township）是位於美國愛荷華州第開特縣的一個行政鎮區。

## 地方資料
根據2010年美國人口普查的數據，新布達鎮區的面積為65.47平方千米，當中陸地面積為65.24平方千米，而水域面積為0.23平方千米。當地共有人口270人，而人口密度為每平方千米4.12人。